# Stactobia turanica
Stactobia turanica är en nattsländeart som beskrevs av Ivanov 1992. Stactobia turanica ingår i släktet Stactobia och familjen smånattsländor. Inga underarter finns listade i Catalogue of Life.